# Університет штату Луїзіана
Університет штату Луїзіана (англ. Louisiana State University) — державний університет у Батон-Руж, штат Луїзіана, США. 
Головний виш у системі університетів штату Луїзіана. 

## Історія
Заснований 1853 як Військова академія та освітня семінарія штату Луїзіана (Louisiana State Seminary of Learning & Military Academy). 
Кампус університету збудований 1926. Розташований на річці Міссісіпі і складається з більш, ніж 250 будівель у стилі італійського Відродження. 

## Характеристика
У складі університету 14 шкіл і коледжів. Коледжі бізнесу і права вважаються одними з найпрестижніших у США.